# سيستر بليس
سيستر بيليس (Sister Bliss) من مواليد 30 ديسمبر 1971.هي دي جي و منتجة أسطوانات و كاتبة أغاني و عازفة أورغ إلكتروني إنجليزية .

## روابط خارجية
- سيستر بليس على موقع IMDb (الإنجليزية)
- سيستر بليس على موقع ألو سيني (الفرنسية)
- سيستر بليس على موقع ميوزك برينز (الإنجليزية)
- سيستر بليس على موقع أول ميوزيك (الإنجليزية)
- سيستر بليس على موقع أول ميوزيك (الإنجليزية)
- سيستر بليس على موقع ديسكوغز (الإنجليزية)
- سيستر بليس على موقع ديسكوغز (الإنجليزية)
- سيستر بليس على موقع قاعدة بيانات الفيلم (الإنجليزية)
- سيستر بليس على موقع كينوبويسك (الروسية)